# Adelius subfasciatus
Adelius subfasciatus är en stekelart som beskrevs av Alexander Henry Haliday 1833. Adelius subfasciatus ingår i släktet Adelius och familjen bracksteklar. Arten är reproducerande i Sverige. Inga underarter finns listade i Catalogue of Life.